# 张九萍
张九萍（1963年4月—），女，山西祁县人，中华人民共和国政治人物。中央党校在职研究生学历，哲学硕士。

## 生平
1981年，毕业于鞍山冶金运输学校，1981年8月参加工作，任职于太原钢铁公司。1985年5月加入中国共产党。1993年，任共青团山西省委副书记。2003年，升任共青团山西省委书记。2009年4月，任中共吕梁市委副书记，代市长。2012年，担任中共晋城市委书记。2018年1月，任山西省工商行政管理局党组书记、局长。